# 名古屋市道堀田高岳線

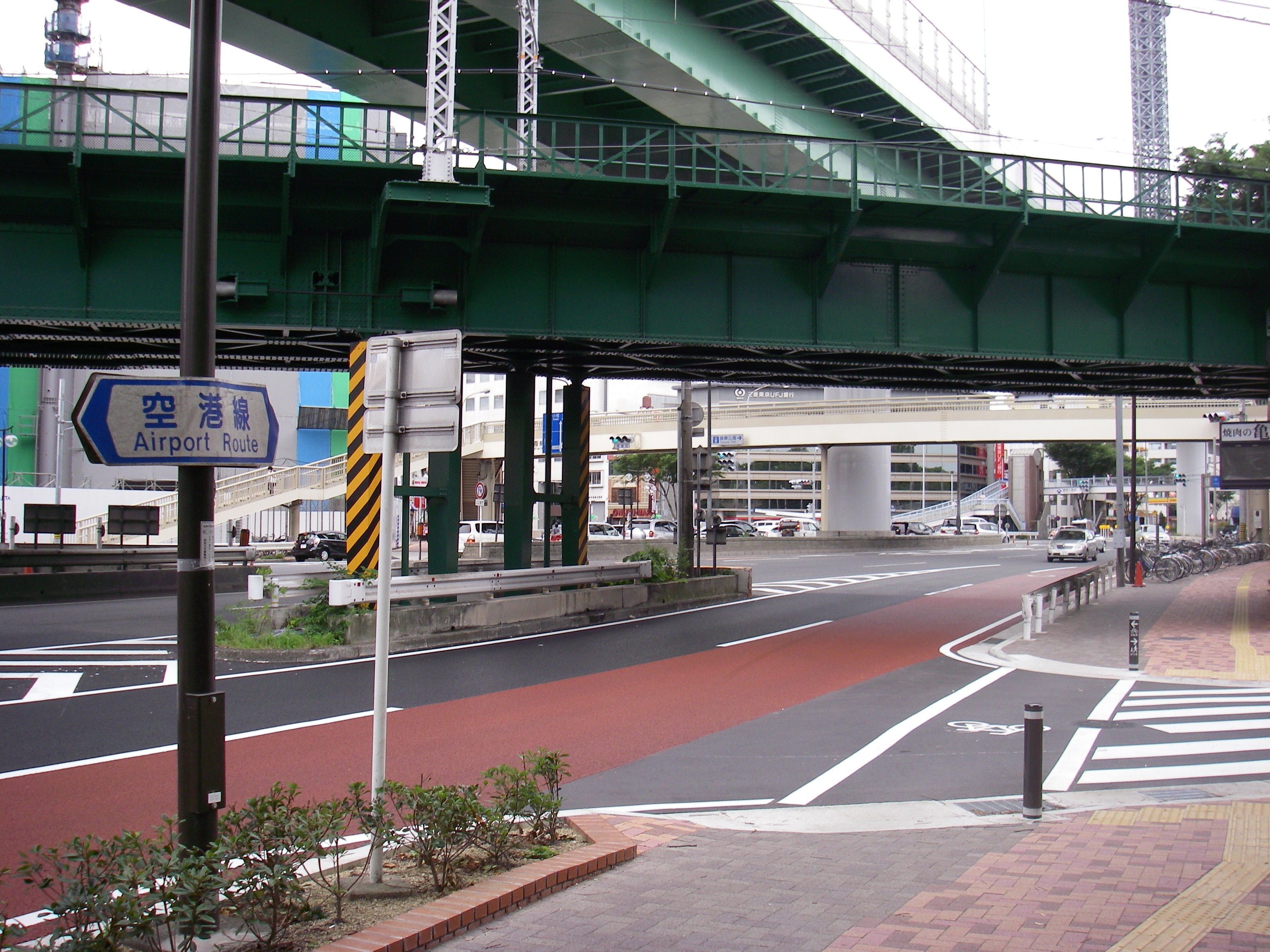
名古屋市鶴舞中央図書館前（昭和区）より鶴舞交差点方向（北方向）、画面最上部高架線は名古屋高速道路都心環状線、鉄橋はJR中央本線。

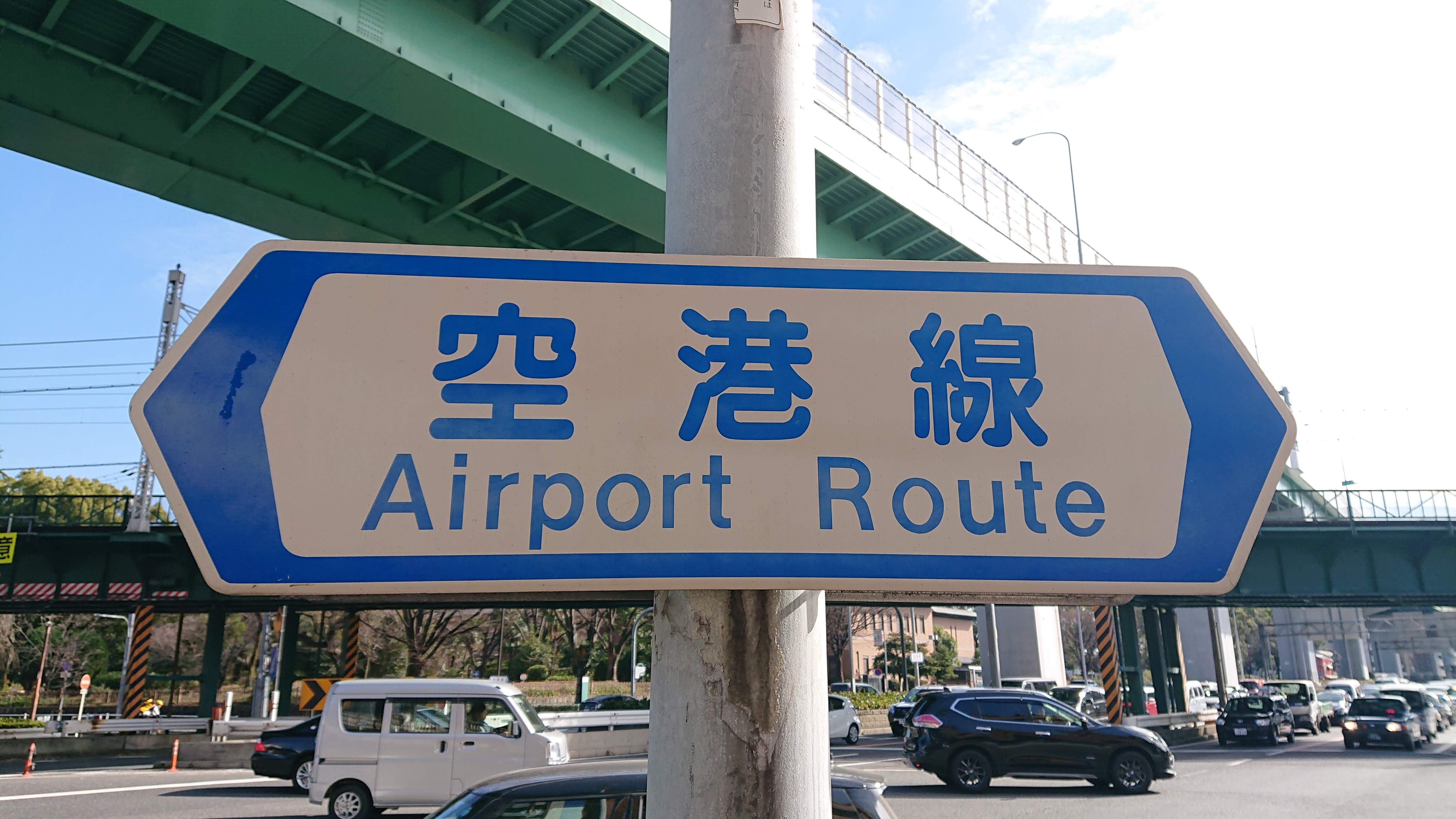
道路の通称名「空港線」の案内標識。

名古屋市道堀田高岳線（なごやしどうほりたたかおかせん）は、名古屋市瑞穂区神穂町の松田橋交差点と同市東区東桜の高岳交差点を結ぶ、主要地方道たる名古屋市の市道である。全線にわたって「空港線」の愛称が付けられており、1984年（昭和59年）に名古屋市が愛称を公募の上制定した。

## 概要
国道41号の名古屋市内部分と併せる形で全線にわたって「空港線」と呼ばれる。また、全線にわたって名古屋高速道路が高架で堀田高岳線上を通っている。全線片側3車線で、最も外側の車線は鶴舞公園前までバスレーン（平日の朝は基幹バス1号東郊線専用）となっている。南行きは名古屋高速都心環状線 東新町入口付近から丸田町付近まで中央近くに寄る（東新町入口のランプが道路左寄りにあるため）。構造上高岳交差点を境として国道41号の延長に当たる形となっているため、しばしばこの道路を国道41号として案内していることがある。
周辺には数々の観光施設・商業施設・大企業があるため、平日、休日問わず全区間において交通量が多く渋滞が発生しやすい。特に朝は大型トレーラーやトラックなどによって右折レーンが混雑し、隣の直進車線まで右折待ちの車両があふれることがある。特に2022年3月からは殆どの交差点において右折分離方式信号が導入され、右折矢印信号が点灯しない限りは右折ができなくなったため、右折レーンの混雑が増える懸念がある。また鶴舞交差点は変則的な5差路となっており、JR中央本線の高架脚により車線に制限があることもあり構造的に渋滞が発生しやすくなっている。交通量が多く路面の損傷も進みやすいため、リフレッシュ工事も絶えず行われている。
この道路の直下を通る名古屋市営地下鉄の路線は、計画としては存在するが、現在当該計画の事業化は凍結されている。

## 主な接続道路
南側から順に記述する。
- 国道1号（瑞穂区松田橋交差点）
- 愛知県道221号岩崎名古屋線（瑞穂区地下鉄堀田交差点）
- 山手グリーンロード（瑞穂区牛巻交差点）
- 愛知県道29号弥富名古屋線（八熊通）（昭和区高辻交差点）
- 名古屋市道山王線（山王通）（昭和区東郊通2丁目交差点）
- 大須通（中区鶴舞公園前交差点）
- 若宮大通（中区丸田町交差点）
- 愛知県道60号名古屋長久手線（広小路通）（中区東新町交差点）
- 錦通（中区東新町北交差点）
- 国道19号（桜通）・国道41号（空港線）（東区高岳交差点）

## 沿線にある駅
南側から交差する順に記述する。
- 名古屋市営地下鉄名城線 堀田駅
- 名鉄名古屋本線 堀田駅
- JR中央本線・名古屋市営地下鉄鶴舞線 鶴舞駅
- 名古屋市営地下鉄桜通線 高岳駅

※ 他に駅は無いが名古屋市営地下鉄東山線とも交差する。

## 別名
名古屋市道堀田高岳線は通過する名古屋市の全地域において「空港線」の別名で呼ばれるほか、各地域において以下のとおり呼ばれることがある。
- 高岳通（東区）
- 東郊通（昭和区）
- 堀田通（瑞穂区）